# Репрезентација Туркменистана у хокеју на леду
Хокејашка репрезентација Туркменистана (туркм. Türkmenistanyň hokkeý ýygyndysy) национални је тим који представља државу Туркменистан на међународним такмичењима у хокеју на леду. Репрезентација Туркменистана делује под окриљем Националног центра зимских спортова који је од 2015. године пуноправни члан Међународне хокејашке федерације (ИИХФ).
Репрезентација је основана током 2011. године, а деби на међународној сцени имала је у фебруару 2017. када је учестовала на Азијским зимским играма које су се те године одржале у јапанском Сапороу.

## Историјат
Иако је хокеј на леду био један од најпопуларнијих спортова у бившем Совјетском Савезу у чијем саставу се Туркменистан налазио све до 1991. године, хокејашки спорт у овој земљи никада није стекао већу популарност. Ситуација је почела да се мења након што је 2006. у главном граду Ашхабаду, на иницијативу тадашњег председника државе Сапармурата Нијазова, саграђена прва ледена дворана. Пет година касније саграђен је и спортски комплекс намењен зимским спортовима у ком се налазила и нова ледена дворана са димензијама ледене површине од 60×30 метара. Након отварања првих ледених дворана у главном граду са радом су почели и први хокејашки клубови − Огуз-хан, Алп арслан, Шир и Бургут − чији играчи ће постати окосница будућег националног тима.
Национални тим Турменистана је званично основан током 2011. године, а прву међународну утакмицу одиграли су током 2013. против репрезентације града Минска, остваривши победу у том сусрету од 7:2. Године 2015. Национални центар зимских спортова је постао пуноправним чланом Међународне хокејашке федерације (ИИХФ).
Четири године касније репрезентација је дебитовала на међународној сцени по први пут заигравши на Азијским зимским играма 2017. у јапанском Сапороу. Туркемни су на том турниру играли у оквиру друге дивизије и остварили су све четири победе, заузевши тако прво место у другој дивизији, односно укупно 11. место на Играма. Прву званичну утакмицу одиграли су 18. фебруара против селекције Малезије остваривши победу од 9:2, а потом су уследиле и убедљиве победе против Макаоа (16:0), Индонезије (12:2) и потом и Киргистана (7:3) у финалној утакмици дивизије.
Репрезентација Туркменистана дебитовала је на светским првенствима на квалификационом турниру треће дивизије који је одржан у Сарајеву током фебруара месеца 2018. године. Туркмени су на том турниру остварили три убедљиве победе и као првопласирани успели да се квалификују за светско првенство треће дивизије наредне године. 

## Резултати на међународним такмичењима

### Наступи на светским првенствима
| Година | Такмичење                   | Домаћин  | Пласман    | Ут | П | ППр | ИПр | И |
| ------ | --------------------------- | -------- | ---------- | -- | - | --- | --- | - |
| 2018.  | Дивизија III, квалификације | Сарајево | 1. (47/50) | 3  | 3 | 0   | 0   | 0 |

### Наступи на Азијским зимским играма
| Година | Домаћин | Пласман   | Ут | П | ППр | ИПр | И |
| ------ | ------- | --------- | -- | - | --- | --- | - |
| 2017.  | Сапоро  | 11. место | 4  | 4 | 0   | 0   | 0 |